# Нунуфар
Нунуфа́р (арм. Նունուֆար — «тюльпан») — армянский женский танец, относящийся к типу «азиатских» или «кавказских» танцев. Большое распространение получил в Гюмри.

## Характеристика
Танец возник в конце XIX века, его мелодия и движения непостоянны. Нунуфа́р относится к сольным или дуэтным пляскам.
Танец исполнялся невестой после танцев жениха и родителей. Подчёркивается красота девушки, которую сопоставляют с красотой цветка. Движения рук имитируют раскрывающийся бутон тюльпана.